# 相宮左弥
相宮 左弥（あいみや さや、11月2日 - ）は、日本の女性歌手。愛知県春日井市出身。相宮左弥同名義でモデル、ダンサーとしても活動している。

## 経歴
2012年よりシンガーとして活動を開始。名古屋、栄を中心に全国でライブ活動を続ける。2013年12月、HOME MADE 家族、初のベストアルバムに新録される「サンキュー！！(Reborn)」のミュージック・ビデオに出演する。その後も名古屋市立大学学園祭、ボトムライン、クアトロNagoya、マンモスフリーマーケットなどでのライブ出演等活動を続ける。また、中日ドラゴンズ公式選手別応援歌の歌唱など、活動は多岐に渡る。
2015年6月インディーズヒップホップグループLi-Luckのsecretのソロ作品「幻想とダンス(feat.)COOR&相宮左弥」としてフィーチャリング参加し、配信にてリリースする。また、2015年10月自身初のソロ作品シングル「Dearest 」をリリース。
2016年2月には続けてシングル「愛傷」をリリースする。その後も熊本地震復興支援チャリティーイベント等ライブ出演を続ける。またイベント主催等も手掛ける。
その後も3rdシングル「またね。」4thシングル「Break me」を続けてリリース。
東海地方で活動をするシンガーが大勢参加して作られたShinji Yoshidaシングル曲「LINK」(2017年12月)にも参加。

### モデル
2015年からBIJIN&Co.株式会社主催の美人時計に名古屋市から2時12～15分を担当。また、美人時計のメンバー内のオーディションからサントリーPEPSI公式初代ペプシガールにも任命されている。また、日本テレビ系列「幸せ!ボンビーガール」2016年2月16日放送の際に出演している。
名古屋市からサンセット撮影会のモデルとしても定期的に撮影会を開催している。

### ダンサー
2012年12月、愛知県体育館にてリュ・シウォンのバックダンサーを務めた経歴を持つ。2012年から2013年にかけて、プロ野球・中日ドラゴンズのオフィシャル・チアリーディングチームのチアドラゴンズに在籍する。現在も毎年9月に行われるチアドラデーに出演している。また同年、エイベックス・ダンスマスター一宮校のダンス講師に在籍する。名古屋、栄のCLUBイベント等、ダンサーとして出演する事もある。

## ディスコグラフィー

### シングル
- 『Dearest』　（2015年10月2日-リリース)
- 『愛傷』　（2016年2月13日-リリース)
- 『またね。』リリース
- 『Break me!!』リリース

### 参加作品
- secretシングル「幻想とダンス(feat.)COOR&相宮左弥」 (2015年6月3日-配信)

- Shinji Yoshidaシングル

「LINK」(2017年12月)
- 中日ドラゴンズ選手別応援歌アルバム

(2020年)